# Соттевиль-ле-Руан (кантон)
Соттевиль-ле-Руан (фр. Sotteville-lès-Rouen) — кантон во Франции, находится в регионе Нормандия, департамент Приморская Сена. Входит в состав округа Руан.

## История
Кантон образован в результате реформы 2015 года.

## Состав кантона с 22 марта 2015 года
В состав кантона входят коммуны (население по данным Национального института статистики за 2018 г.):
- Сент-Этьен-дю-Рувре (7 038 чел., частично)
- Соттевиль-ле-Руан (21 406 чел., частично)

## Политика
На президентских выборах 2022 г. жители кантона отдали в 1-м туре Жану-Люку Меланшону 32,1 % голосов против 24,0 % у Эмманюэля Макрона и 20,9 % у Марин Ле Пен; во 2-м туре в кантоне победил Макрон, получивший 59,3 % голосов. (2017 год. 1 тур: Жан-Люк Меланшон – 30,2 %, Эмманюэль Макрон – 22,0 %, Марин Ле Пен – 20,6 %, Франсуа Фийон – 10,1 %; 2 тур: Макрон – 68,5 %. 2012 год. 1 тур: Франсуа Олланд — 36,7 %, Николя Саркози — 16,9 %, Марин Ле Пен — 15,8 %; 2 тур: Олланд — 66,7 %. 2007 год. 1 тур: Сеголен Руаяль — 36,0 %, Саркози — 21,6 %; 2 тур: Руаяль — 60,2 %).
С 2021 года кантон в Совете департамента Приморская Сена представляют вице-мэр города Сент-Этьен-дю-Рувре Леа Павельски (Léa Pawelski) и первый вице-мэр города Соттевиль-ле-Руан Алексис Рагаш (Alexis Ragache) (оба — Социалистическая партия).
|                | Кандидаты                         | Партия                   | Первый тур | Первый тур     | Второй тур | Второй тур |
| Кол-во голосов | Кандидаты                         | Партия                   | % голосов  | Кол-во голосов | % голосов  |            |
| -------------- | --------------------------------- | ------------------------ | ---------- | -------------- | ---------- | ---------- |
|                | Леа Павельски Алексис Рагаш       | Социалистическая партия  | 2 212      | 43,09          | 3 648      | 73,27      |
|                | Роберто Бенделли Кристель Гальмиш | Национальное объединение | 1 074      | 20,92          | 1 331      | 26,73      |
|                | Эдуар Бенар Камилла Фере          | Коммунистическая партия  | 1 013      | 19,74          |            |            |
|                | Клер-Мари Петитон Ян Пуарье       | Правоцентристский блок   | 834        | 16,25          |            |            |

|                | Кандидаты                      | Партия                  | Первый тур | Первый тур     | Второй тур | Второй тур |
| Кол-во голосов | Кандидаты                      | Партия                  | % голосов  | Кол-во голосов | % голосов  |            |
| -------------- | ------------------------------ | ----------------------- | ---------- | -------------- | ---------- | ---------- |
|                | Катрин Депитр Алексис Рагаш    | Социалистическая партия | 2 992      | 31,56          | 5 832      | 65,75      |
|                | Ромен Барель Сильви Дантан     | Национальный фронт      | 2 565      | 27,06          | 3 038      | 34,25      |
|                | Паскаль ле Кузен Блондин Прим  | Левый фронт             | 1 716      | 18,10          |            |            |
|                | Изабель Бланшар Нур Эддин Эда  | Правый блок             | 1 389      | 14,65          |            |            |
|                | Кристиан Арноде Шарлотт Лемуэн | Разные левые            | 817        | 8,62           |            |            |